# Наборідник

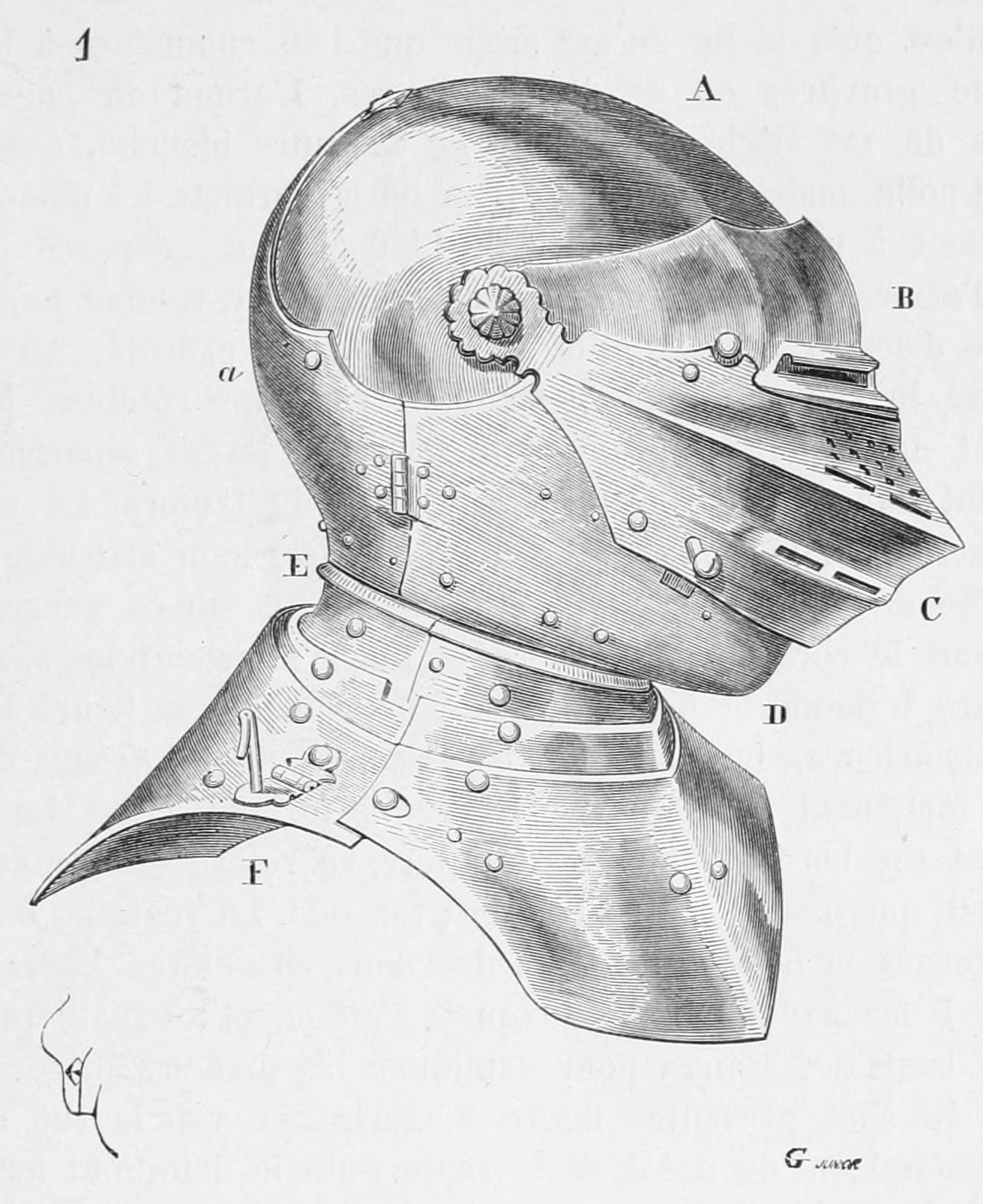
Шолом із наборідником (D).

Наборі́дник (англ. beaver, від фр. baviere — «слинявчик») — нижня частина європейського шолома XIV—XVI століть, що захищала щоки, підборіддя і шию вояка. Виготовлялася з нагрудником або без нього. Була рухомою, кріпилася до наголовка шолома.